# Столинський ґебіт
Сто́линський ґебі́т (нім. Kreisgebiet Stolin «Столинська округа») — адміністративно-територіальна одиниця генеральної округи Волинь-Поділля Райхскомісаріату Україна з центром у Столині, яка існувала протягом німецької окупації України.

## Історія
Округу (ґебі́т) утворено 1 вересня 1941 опівдні на території Березівського і Висоцького районів тогочасної Рівненської області УРСР та Давид-Городоцького і Столинського районів тодішньої Пінської області БРСР.
Комісаром ґебіту був штандартенфюрер на прізвище Джимбовський. Ґебіт підпорядковувався Луцькому судовому відділу.
Станом на 1 вересня 1943 Столинський ґебіт поділявся на 4 німецькі райони: район Березове (нім. Rayon Beresowo), район Висоцьк (нім. Rayon Wyssozk), район Давид-Городок (нім. Rayon Dawid Gorodok) та район Столин (нім. Rayon Stolin).
7 липня 1944 року окружний центр Столин зайняли радянські війська.

## Склад
Адміністративно до складу ґебіту входило 4 райони:
| Район                  | Площа, км² | Населення, осіб |
| ---------------------- | ---------- | --------------- |
| Березненський район    | 1040 км²   | 11 660          |
| Давидгородоцький район | 2080 км²   | 37 032          |
| Столинський район      | 1976 км²   | 54 996          |
| Висоцький район        | 1431 км²   | 32 641          |